# Boží muka (Cikháj)

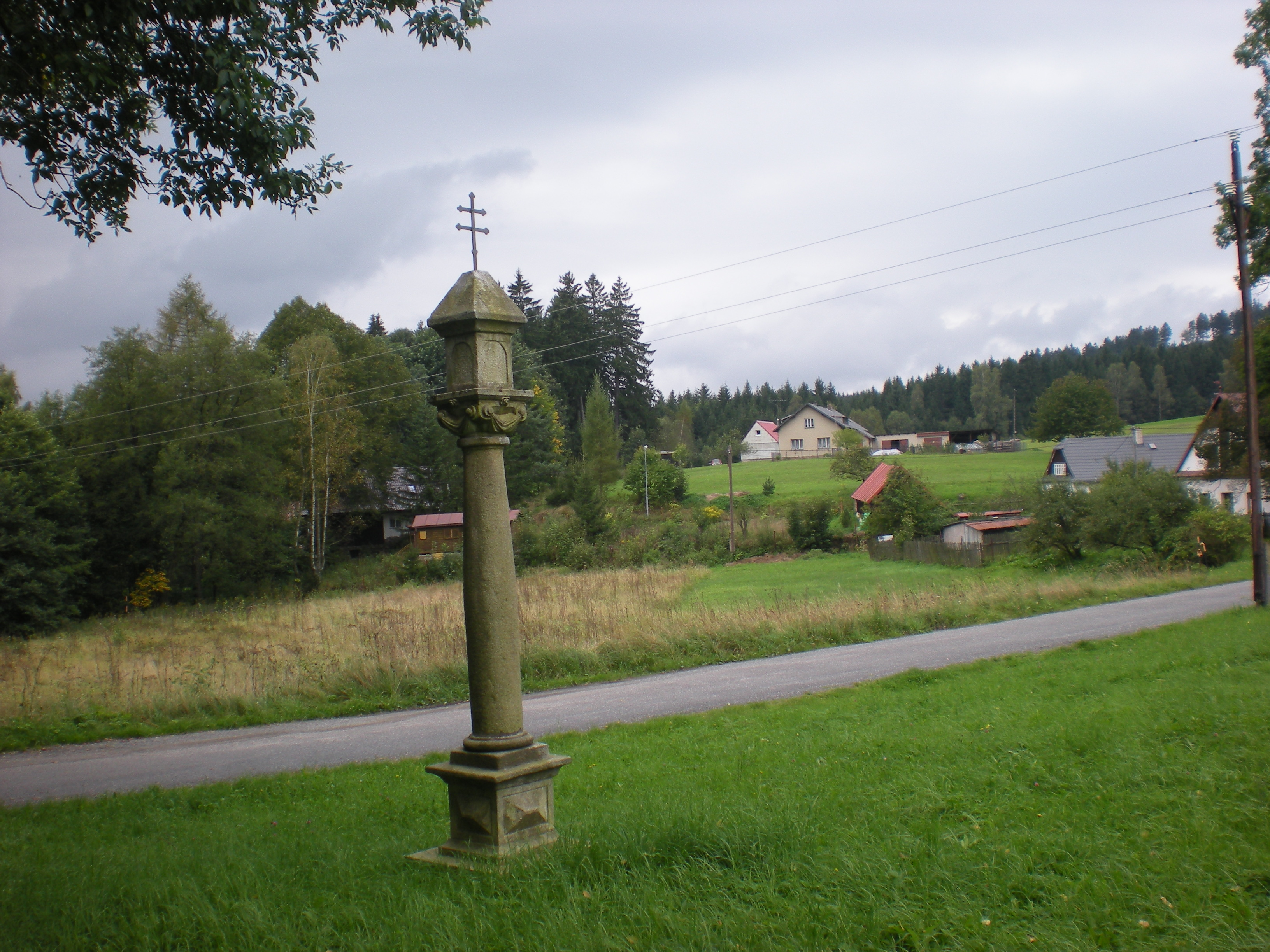
Boží muka, Cikháj

Boží muka z počátku 18. století se nacházejí v dolní části obce Cikháj u silnice směrem ke Světnovu a Žďáru nad Sázavou. Jedná se o kulturní památku od roku 1958.

## Historie
Boží muka byla datována rokem vyrytým na soklu, jenž uváděl rok 1713 společně s nápisem:
Datafel Pivonka anno 1713
ke cti neysvetegssi Bozi Pann
y Marie postavil.
Datafel Pivonka anno 1713
ke cti nejsvětější Boží Panny 
Marie postavil.
Původní objekt byl z žuly a bílého mramoru, vytvořený v okruhu kameníka P.P. Svobody z Nejdku, který  udělal velmi podobná Boží muka ve Velké Losenici. 
Boží muka byla však poražena a rozbita na několik částí během dopravní nehody v druhé polovině 60. let 20. století (Z roku 1965 je evidenční list NPU, kde je fotografie ještě stojícího sloupu.)  a poté uložena v depozitáři.  Cikhájští zastupitelé rozhodli v roce 2004 o obnově božích muk. Restaurátorské práce prováděl sochař a restaurátor Martin Kovařík (vnuk malíře Rudolfa Hanycha). Některé části se však nedochovaly, bylo třeba zhotovit kopii hlavice. Boží muka byla vztyčena na původním místě v listopadu 2005.

## Popis
Na čtyřhraném soklu zdobeném diamantovou bosáží je umístěn dřík sloupu ohraničený kamenným prstencem jak ve spodní, tak v horní části. Hlavice je zdobená nárožními volutami se závěsy, ve vrcholu s rosetou. Na ní je umístěna kaplice s mělkými, půlkruhem zakončenými nikami. Je zakryta hranolovou stříškou, která je v současnosti osazena dvojramenným křížem.